# Gerrit Johan ter Poorten
Gerrit Johan ter Poorten (Mangoenredja (Nederlands-Indië), 1 oktober 1912 - Kapellen (België), 30 maart 2000) was een Nederlandse roeier en sportbestuurder.

## Jeugd
Hij werd geboren in 1912 in Mangoenredja op Java, in Nederlands-Indië, als derde kind uit een gezin van vier. Zijn ouders waren Gerrit Johannes ter Poorten, resident van Batavia (1884-1949) en Christina Carolina van der Wilde (1886-1973).
Ter Poorten bracht zijn vroege jeugd door in Nederlands-Indië. In 1921 kwam het gezin Ter Poorten naar Nederland. Vader Ter Poorten zette zijn carrière als Indisch bestuursambtenaar voort. In 1932 begon Gerrit ter Poorten aan een studie rechten aan de Rijksuniversiteit Leiden. Hij werd lid van het Leidsche Studenten Corps (LSV Minerva), het streekgezelschap India Orientalis en de Studenten Roeivereeniging KSRV Njord. Hij was zeer actief op Njord: zijn Jonge Acht eindigde het seizoen 1933 ongeslagen en mocht deelnemen aan de Europese Kampioenschappen in Budapest. Het jaar daarop deed zijn Oude Acht hetzelfde; dat seizoen werd bekroond met een uitzending naar de EK in Luzern. Helaas werd op de EK in Budapest en Luzern zijn ploeg beide keren nipt uitgeloten voor de finale. Hij was vanaf 1933 bestuurslid op Njord, en in het seizoen 1935-1936 praeses. Die laatste functie combineerde hij met het abactiaat van de Lustrumcommissie van het LSC in 1935. In beider hoedanigheid werd op 20 juni 1935 een vraaggesprek tussen journalist J.G.A. Janssen en hem uitgezonden op het vierde programma van de Draadomroep ROV. In 1936 stapte hij voor het laatst in de acht, om op het Lagalustrum aan het hoofdnummer deel te nemen. Het werd zijn laatste overwinning in een reeks van twaalf. In 1938 zou hij worden benoemd tot Lid van Verdienste van de SRV Njord. Hij was kort daarvoor afgestudeerd en verhuisde in januari 1938 in Amsterdam, waar hij in dienst trad van de Stoomvaart Maatschappij Nederland. Ook in dat jaar was hij nog regelmatig in de roeiboot te vinden, nu als lid van de KARZV De Hoop.

## Latere leven
Op 15 november 1938 trouwde hij te Bloemendaal met mr. Amelia Christina Joanna Kruimel (1912-2013). Zij zouden drie kinderen krijgen. Kort daarop vertrok hij naar Indië als employé bij de Stoomvaart Maatschappij Nederland, met standplaats Medan. Bij de inval van de Japanners in maart 1942 werd hij, als tweede luitenant, krijgsgevangen gemaakt. Na de oorlog teruggekeerd in Europa, werkte hij eerst bij Ruys & Co. (Marseille) en later bij Phs. van Ommeren’s Scheepvaartbedrijf (Antwerpen). Hij bleef geïnteresseerd in de roeisport: In 1954 was hij medeoprichter van de Hollandia Roeiclub (HRC), met J.R. van Geuns (KSRV Njord), C.F.H. Carl Kuntze (USR Triton), J.L. van Ligten (KSRV Njord), U.J. Suermondt (KSRV Njord) en J. Op ten Velde (DSRV Laga). Dit is de nog steeds actieve vereniging van (oud-)leden van de Nederlandse Nationale roei-equipe.
In 1972 werd hij benoemd tot officier in de Orde van Oranje-Nassau, als beloning voor zijn werk als voorzitter van Nederlandse en Nederlands-Belgische instellingen.
Hij overleed in zijn woonplaats Kapellen (België) op 30 maart 2000.

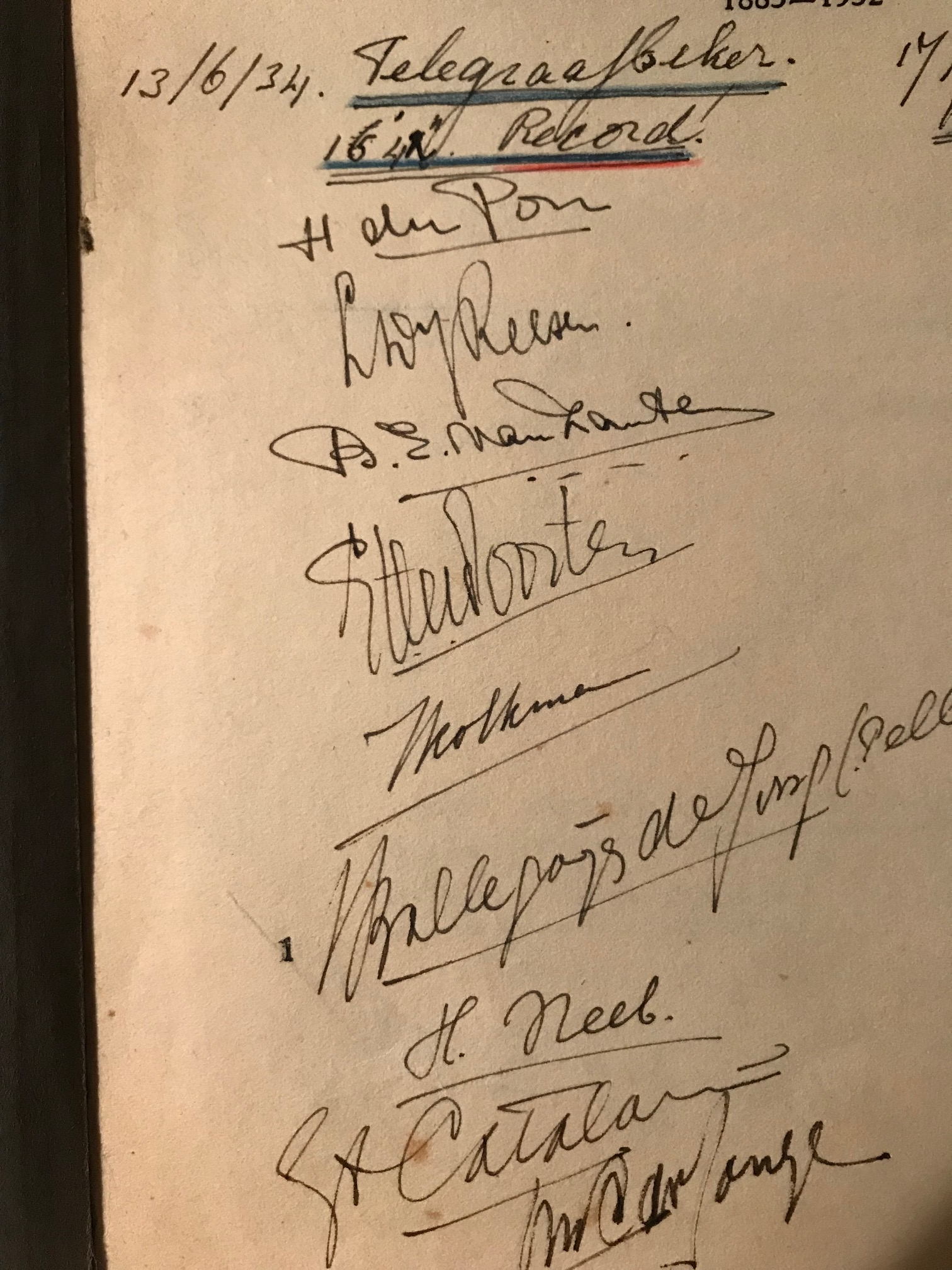
Handtekeningen van de roeiers van het Baanrecord Telegraafbeker 1934; uit: Gedenkboek der studenten roeisport en van den Nederlandsechen Studenten Roeibond 1883-1932

## Palmares
- Nationaal kampioen in de 8 in 1933 en 1934
- Winnaar Telegraafbeker 1934 (baanrecord; 16'42)
- Winnaar hoofdnummer KRZV Hollandia 1934
- Winnaar hoofdnummer Lustrumwedstrijden DSRV Laga 1936
- Winnaar hoofdnummer Amstel wedstrijden (record 6'34)